# Campeonato da Suíça de Ciclocross
Os campeonatos da Suíça de Ciclocross são uma temporada de ciclocross que atribui os títulos de campeões da Suíça desta disciplina. Estão organizados anualmente pela Swiss Cycling. A primeira edição teve lugar em 1912. Albert Zweifel detém o recorde de títulos nos homens com nove sucessos entre 1976 e 1985.
O primeiro título de campeã da Suíça de ciclocross foi disputado em 2000, quando o Union cycliste internationale abre o ciclocross às mulheres.

## Palmarés masculino

### Elites
| Evento | Local          | Ouro                | Prata               | Bronze               |
| ------ | -------------- | ------------------- | ------------------- | -------------------- |
| 1912   |                | Henri Rheinwald     |                     |                      |
| 1913   |                | Otto Wiedmer        |                     |                      |
| 1914   |                | Otto Wiedmer        |                     |                      |
| 1915   |                | Arnold Grandjean    |                     |                      |
| 1916   |                | Arnold Grandjean    | Ali Grandjean       | Albert Meier         |
| 1916   |                | Arnold Grandjean    | Henri Rheinwald     | Ernst Suter          |
| 1917   |                | Ernst Kaufmann      | Max Suter           | Arnold Grandjean     |
| 1917   |                | Charles Martinet    | Konrad Werfeli      | Max Suter            |
| 1918   |                | Paul Hunziker       | Franz Spalinger     | Kilian Lack          |
| 1919   |                | Otto Suter          | Paul Hunziker       | Werner Ammann        |
| 1919   |                | Paul Wuillemin      | Charles Martinet    | Ali Grandjean        |
| 1920   |                | Charles Martinet    | Louis Krauss        | Jean Martinet        |
| 1920   |                | Paul Jäggi          | Otto Suter          | Henri Vuille         |
| 1921   |                | Charles Martinet    | Jean Martinet       | Louis Krauss         |
| 1921   |                | Othmar Eichenberger | Hans Wassmer        | Kastor Notter        |
| 1922   |                | Charles Martinet    | Louis Krauss        | F. Seydoux           |
| 1922   |                | Othmar Eichenberger | Kastor Notter       | Gottlieb Sager       |
| 1923   |                | Othmar Eichenberger | Albert Blattmann    | Gottlieb Sager       |
| 1923   |                | Charles Martinet    | Louis Krauss        | Charles Perriere     |
| 1924   |                | Albert Blattmann    | Gottlieb Sager      | Othmar Eichenberger  |
| 1925   |                | Ernest Strobino     | Louis Do Perugia    | Eugen Schlegel       |
| 1926   |                | Ernest Strobino     | Karl Bohrer         | Jakob Schumacher     |
| 1927   |                | Roger Pipoz         | Charles Martinet    | Jakob Schumacher     |
| 1928   |                | Roger Pipoz         | Paul Wuillemin      | Louis Nussbaum       |
| 1929   |                | Karl Bossard        | Franz Fischer       | Jakob Caironi        |
| 1930   |                | Karl Bossard        | Jakob Caironi       | Charles Martinet     |
| 1931   |                | Karl Bossard        | Paul Egli           | Albert Graf          |
| 1932   |                | Paul Egli           | Emil Jäger          | J. Liechti           |
| 1933   |                | Walter Blattmann    | Emil Jäger          | Erwin Jaisli         |
| 1934   |                | René Heimberg       | Emil Jäger          | Erwin Jaisli         |
| 1935   |                | Fritz Hartmann      | René Pedroli        | Emil Jäger           |
| 1936   |                | Fritz Hartmann      | René Heimberg       | Kurt Ott             |
| 1937   |                | Karl Litschi        | Kurt Ott            | Walter Wettstein     |
| 1938   |                | Kurt Ott            | Fritz Hartmann      | Werner Faisin        |
| 1939   |                | Ernst Kuhn          | Fritz Hartmann      | Kurt Ott             |
| 1940   |                | Fritz Hartmann      | Alfred Vock         | Ferdi Kübler         |
| 1941   |                | Alfred Vock         | Kurt Zaugg          | Hans Maag            |
| 1942   |                | Robert Lang         | Alfred Vock         | Hans Knecht          |
| 1944   |                | Ernst Kuhn          | Robert Lang         | Kurt Zaugg           |
| 1945   |                | Ferdi Kübler        | Ernst Kuhn          | Gottfried Weilenmann |
| 1946   |                | Pierre Champion     | Eugen Strickler     | Ernst Kuhn           |
| 1947   |                | Fritz Schär         | Hans Schütz         | Ernst Schmid         |
| 1948   |                | Pierre Champion     | Roland Fantini      | Fritz Schär          |
| 1949   |                | Martin Metzger      | Willy Hutmacher     | Roland Fantini       |
| 1950   |                | Martin Metzger      | Albert Meier        | Max Breu             |
| 1951   |                | Pierre Champion     | Roland Fantini      | Martin Metzger       |
| 1952   |                | Jean-Paul Bolay     | Pierre Champion     | Albert Meier         |
| 1953   |                | Hans Bieri          | Walter Boess        | Roland Fantini       |
| 1954   |                | Hans Bieri          | Emmanuel Plattner   | Albert Meier         |
| 1955   |                | Hans Bieri          | Albert Meier        | Emmanuel Plattner    |
| 1956   |                | Hansruedi Dubach    | Hans Bieri          | Albert Meier         |
| 1957   |                | Albert Meier        | Marcel Erdin        | Hansruedi Dubach     |
| 1958   |                | Emmanuel Plattner   | Hans Strasser       | Albert Meier         |
| 1959   |                | Emmanuel Plattner   | Otto Furrer         | Roland Bochetti      |
| 1960   |                | Arnold Hungerbühler | Otto Furrer         | Roland Bochetti      |
| 1961   |                | Emmanuel Plattner   | Otto Furrer         | Edwin Biefer         |
| 1962   |                | Arnold Hungerbühler | Otto Furrer         | Walter Hauser        |
| 1963   |                | Otto Furrer         | Hermann Gretener    | Max Gretener         |
| 1964   |                | Walter Hauser       | Klaus Gyger         | Emmanuel Plattner    |
| 1965   |                | Emmanuel Plattner   | Gustav Egolf        | Max Gretener         |
| 1966   |                | Hermann Gretener    | Edwin Leutert       | Gustav Egolf         |
| 1967   |                | Emmanuel Plattner   | Hermann Gretener    | Peter Frischknecht   |
| 1968   |                | Emmanuel Plattner   | Ernst Boller        | Hansruedi Zweifel    |
| 1969   |                | Hermann Gretener    | Peter Frischknecht  | Jakob Küster         |
| 1970   |                | Jakob Küster        | Peter Frischknecht  | Fredi Stucki         |
| 1971   |                | Hermann Gretener    | Jakob Küster        | Fredi Stucki         |
| 1972   |                | Hermann Gretener    | Peter Frischknecht  | Albert Zweifel       |
| 1973   |                | Hermann Gretener    | Peter Frischknecht  | Albert Zweifel       |
| 1974   |                | Willy Lienhard      | Peter Frischknecht  | Albert Zweifel       |
| 1975   |                | Hermann Gretener    | Albert Zweifel      | Peter Frischknecht   |
| 1976   |                | Albert Zweifel      | Peter Frischknecht  | Hermann Gretener     |
| 1977   |                | Albert Zweifel      | Peter Frischknecht  | Willy Lienhard       |
| 1978   |                | Peter Frischknecht  | Albert Zweifel      | Willy Lienhard       |
| 1979   |                | Albert Zweifel      | Peter Frischknecht  | Fritz Saladin        |
| 1980   |                | Albert Zweifel      | Peter Frischknecht  | Erwin Lienhard       |
| 1981   |                | Albert Zweifel      | Peter Frischknecht  | Erwin Lienhard       |
| 1982   |                | Albert Zweifel      | Peter Frischknecht  | Uli Müller           |
| 1983   |                | Albert Zweifel      | Peter Frischknecht  | Gilles Blaser        |
| 1984   |                | Albert Zweifel      | Gilles Blaser       | Erwin Lienhard       |
| 1985   |                | Albert Zweifel      | Gilles Blaser       | Erwin Lienhard       |
| 1986   |                | Pascal Richard      | Albert Zweifel      | Marcel Russenberger  |
| 1987   |                | Pascal Richard      | Marcel Russenberger | Beat Breu            |
| 1988   |                | Beat Breu           | Pascal Richard      | Albert Zweifel       |
| 1989   |                | Pascal Richard      | Albert Zweifel      | Hans-Rüdi Büchi      |
| 1990   |                | Beat Breu           | Niki Rüttimann      | Roger Honegger       |
| 1991   |                | Roger Honegger      | Erich Holdener      | Karl Kälin           |
| 1992   |                | Beat Wabel          | Beat Breu           | Erich Holdener       |
| 1993   |                | Beat Wabel          | Beat Breu           | Roger Honegger       |
| 1994   |                | Beat Breu           | Thomas Frischknecht | Beat Wabel           |
| 1995   |                | Dieter Runkel       | Beat Wabel          | Roger Honegger       |
| 1996   | Wetzikon       | Dieter Runkel       | Beat Wabel          | Thomas Frischknecht  |
| 1997   | Liestal        | Thomas Frischknecht | Dieter Runkel       | Beat Wabel           |
| 1998   | Rüti           | Beat Wabel          | Dieter Runkel       | Thomas Frischknecht  |
| 1999   | Eschenbach     | Thomas Frischknecht | Beat Wabel          | Dieter Runkel        |
| 2000   | Hagendorf      | Beat Wabel          | Thomas Frischknecht | Roland Schätti       |
| 2001   | Hittnau        | Beat Wabel          | Roland Schätti      | Alexandre Moos       |
| 2002   | Hombrechtikon  | Thomas Frischknecht | Jan Ramsauer        | Beat Wabel           |
| 2003   |                | Beat Wabel          | Michael Baumgartner | David Rusch          |
| 2004   |                | Christian Heule     | Thomas Frischknecht | Jan Ramsauer         |
| 2005   | Meilen         | Florian Vogel       | Christian Heule     | Michael Baumgartner  |
| 2006   | Meilen         | Christian Heule     | Alexandre Moos      | Simon Zahner         |
| 2007   | Steinmaur      | Christian Heule     | Simon Zahner        | Florian Vogel        |
| 2008   | Frenkendorf    | Christian Heule     | Thomas Frischknecht | Lukas Flückiger      |
| 2009   | Wetzikon       | Christian Heule     | Simon Zahner        | Lukas Flückiger      |
| 2010   | Rennaz-Noville | Lukas Flückiger     | Florian Vogel       | Christian Heule      |
| 2011   | Hittnau        | Christian Heule     | Pirmin Lang         | Julien Taramarcaz    |
| 2012   | Beromünster    | Julien Taramarcaz   | Simon Zahner        | Christian Heule      |
| 2013   | Steinmaur      | Julien Taramarcaz   | Simon Zahner        | Ralph Näf            |
| 2014   | Bussnang       | Lukas Flückiger     | Marcel Wildhaber    | Simon Zahner         |
| 2015   | Aigle          | Julien Taramarcaz   | Arnaud Grand        | Lukas Flückiger      |
| 2016   | Dagmersellen   | Lars Forster        | Julien Taramarcaz   | Nicola Rohrbach      |
| 2017   | Dielsdorf      | Julien Taramarcaz   | Lars Forster        | Nicola Rohrbach      |
| 2018   | Steinmaur      | Lars Forster        | Simon Zahner        | Severin Sägesser     |
| 2019   | Sion           | Timon Rüegg         | Andri Frischknecht  | Lars Forster         |
| 2020   | Baden          | Lars Forster        | Timon Rüegg         | Nicola Rohrbach      |

### Menos de 23 anos
| Evento | Local          | Ouro                | Prata              | Bronze               |
| ------ | -------------- | ------------------- | ------------------ | -------------------- |
| 1997   |                | Beat Blum           |                    |                      |
| 1998   |                | Beat Morf           |                    |                      |
| 1999   |                | Beat Morf           |                    |                      |
| 2000   |                | Matthias Kern       |                    |                      |
| 2001   |                | Michael Baumgartner |                    |                      |
| 2002   |                | Michael Baumgartner |                    |                      |
| 2003   |                | Michael Müller      |                    |                      |
| 2004   |                | Simon Zahner        |                    |                      |
| 2005   |                | Yves Corminboeuf    |                    |                      |
| 2006   |                | Yves Corminboeuf    |                    |                      |
| 2007   |                | Yves Corminboeuf    |                    |                      |
| 2008   |                | René Lang           | Julien Taramarcaz  | Guillaume Dessibourg |
| 2009   |                | Julien Taramarcaz   | Matthias Rupp      | Roman Beney          |
| 2010   | Rennaz-Noville | Arnaud Grand        | Matthias Rupp      | Mathias Flückiger    |
| 2011   | Hittnau        | Arnaud Grand        | Valentin Scherz    | Michael Winterberg   |
| 2012   | Beromünster    | Fabian Lienhard     | Lars Forster       | Dario Stäuble        |
| 2013   | Steinmaur      | Lars Forster        | Lukas Müller       | Fabian Lienhard      |
| 2014   | Bussnang       | Lars Forster        | Severin Saegesser  | Fabian Lienhard      |
| 2015   | Aigle          | Fabian Lienhard     | Andri Frischknecht | Timon Rüegg          |
| 2016   | Dagmersellen   | Timon Rüegg         | Simon Vitzthum     | Johan Jacobs         |
| 2017   | Dielsdorf      | Johan Jacobs        | Timon Rüegg        | Kevin Kuhn           |
| 2018   | Steinmaur      | Timon Rüegg         | Johan Jacobs       | Kevin Kuhn           |
| 2019   | Sion           | Loris Rouiller      | Kevin Kuhn         | Gilles Mottiez       |
| 2020   | Baden          | Kevin Kuhn          | Loris Rouiller     | Félix Stehli         |

### Juniores
| Evento | Local          | Ouro                | Prata              | Bronze             |
| ------ | -------------- | ------------------- | ------------------ | ------------------ |
| 1996   |                | Roman Peter         |                    |                    |
| 1997   |                | David Rusch         |                    |                    |
| 1998   |                | Michael Baumgartner |                    |                    |
| 1999   |                | Marco Baggenstoss   |                    |                    |
| 2000   |                | Daniel Parpan       |                    |                    |
| 2001   |                | Roger Jakob         |                    |                    |
| 2002   |                | Stefan Trafelet     |                    |                    |
| 2003   |                | Till Schaltegger    |                    |                    |
| 2004   |                | René Lang           |                    |                    |
| 2005   |                | Julien Taramarcaz   |                    |                    |
| 2006   |                | Matthias Fluckiger  |                    |                    |
| 2007   |                | Matthias Rupp       |                    |                    |
| 2008   |                | Matthias Rupp       | Valentin Scherz    | Michael Winterberg |
| 2009   |                | Dario Stäuble       | Roger Walder       | Anthony Grand      |
| 2010   | Rennaz-Noville | Lars Forster        | Lukas Müller       | Fabian Lienhard    |
| 2011   | Hittnau        | Lars Forster        | Fabian Lienhard    | Dominic Zumstein   |
| 2012   | Beromünster    | Dominic Grab        | Andri Frischknecht | Dominic Zumstein   |
| 2013   | Steinmaur      | Dominic Grab        | Simon Vitzthum     | Timon Rüegg        |
| 2014   | Bussnang       | Johan Jacobs        | Timon Rüegg        | Patrick Müller     |
| 2015   | Aigle          | Johan Jacobs        | Kevin Kuhn         | Joël Grab          |
| 2016   | Dagmersellen   | Kevin Kuhn          | Mauro Schmid       | Nick Burki         |
| 2017   | Dielsdorf      | Loris Rouiller      | Mauro Schmid       | Luca Schätti       |
| 2018   | Steinmaur      | Loris Rouiller      | Luca Schätti       | Félix Stehli       |
| 2019   | Sion           | Lars Sommer         | Kedup Gyagang      | Dario Lillo        |
| 2020   | Baden          | Dario Lillo         | Jean-Luc Halter    | Lars Sommer        |

## Palmarés feminino

### Elites
| Evento | Local          | Ouro                   | Prata               | Bronze                |
| ------ | -------------- | ---------------------- | ------------------- | --------------------- |
| 2000   |                | Chantal Daucourt       | Alexandra Bähler    | Leia Fluckiger        |
| 2001   |                | Alexandra Bähler       | Franziska Ebinger   | Magali Zavioz         |
| 2002   |                | Alexandra Bähler       | Vroni Fuhrer        | Mireille Chabloz      |
| 2003   |                | Alexandra Bähler       | Lea Flückinger      | Cindy Chabbey         |
| 2004   |                | Alexandra Bähler       | Lise Müller         | Noemie Marguet        |
| 2005   |                | Alexandra Bähler       | Sonja Traxel        | Jasmin Achermann      |
| 2006   |                | Petra Henzi            | Alexandra Bähler    | Andrea Wolfer         |
| 2007   |                | Katrin Leumann         | Franziska Röthlin   | Alexandra Bähler      |
| 2008   |                | Jasmin Achermann       | Katrin Leumann      | Alexandra Bähler      |
| 2009   | Wetzikon       | Jasmin Achermann       | Katrin Leumann      | Alexandra Bähler      |
| 2010   | Rennaz-Noville | Jasmin Achermann       | Katrin Leumann      | Jennifer Sägesser     |
| 2011   | Hittnau        | Jasmin Achermann       | Katrin Leumann      | Fabienne Niederberger |
| 2012   | Beromünster    | Jasmin Achermann       | Katrin Leumann      | Leia-Marie Henzelin   |
| 2013   | Steinmaur      | Jasmin Achermann       | Katrin Leumann      | Lise-Marie Henzelin   |
| 2014   | Bussnang       | Sina Frei              | Katrin Leumann      | Jane Nüssli           |
| 2015   | Aigle          | Sina Frei              | Olivia Hottinger    | Milena Landtwing      |
| 2016   | Dagmersellen   | Sina Frei              | Nicole Koller       | Leia-Marie Henzelin   |
| 2017   | Dielsdorf      | Jasmin Egger-Achermann | Lise-Marie Henzelin | Nicole Koller         |
| 2018   | Steinmaur      | Jasmin Egger-Achermann | Katrin Leumann      | Svenja Wüthrich       |
| 2019   | Sion           | Jolanda Neff           | Nicole Koller       | Lara Krähemann        |
| 2020   | Baden          | Zina Barhoumi          | Chrystelle Baumann  | Tanja Blickenstorfer  |

### Menos de 23 anos
| Evento | Local     | Ouro       | Prata          | Bronze     |
| ------ | --------- | ---------- | -------------- | ---------- |
| 2017   | Dielsdorf | Nadia Grod | Lara Krähemann | Tina Züger |

### Juniores
| Evento | Local   | Ouro           | Prata        | Bronze |
| ------ | ------- | -------------- | ------------ | ------ |
| 2011   | Hittnau | Deborah Inauen | Jolanda Neff |        |